# USS Thomas (DD-182)
«Томас» (англ. USS Thomas (DD-182) — військовий корабель, ескадрений міноносець типу «Вікс» військово-морських сил США за часів Другої світової війни.
«Томас» був закладений 23 березня 1918 року на верфі Newport News Shipbuilding у Ньюпорт-Ньюсі, де 4 липня 1918 року корабель був спущений на воду. 25 квітня 1919 року він увійшов до складу ВМС США. Входив до складу сил, що діяли біля Східного узбережжя США. 23 вересня 1940 року переданий до Королівського ВМФ Великої Британії під назвою «Сент-Олбанс» (I-15), проте вже 14 квітня 1941 року переданий до складу Королівських ВМС Норвегії, де проходив службу протягом основного періоду Другої світової війни. У травні 1944 року повернутий до Великої Британії і 16 липня 1944 року переданий до складу Північного флоту ВМФ СРСР під назвою «Достойний». 28 лютого 1949 року повернутий з Радянського Союзу до Великої Британії, де у квітні 1949 розібраний на брухт у Чарлстоні у Файфі.

## Історія

### 1919—1940
«Томас» після введення до американського флоту перебував у складі сил, що діяли поздовж Східного узбережжя США. 30 червня 1922 року виведений до резерву, де перебував протягом 18 років. 17 червня 1940 року знову введений до сил Атлантичного флоту й увійшов до 79-го дивізіону есмінців, який входив до Нейтрального патруля. 18 вересня 1940 року прибув до Галіфакса у Новій Шотландії для подальшої передачі Королівському британському флоту. 23 вересня перейшов у розпорядження британців. Офіційно виключений зі списків американських ВМС 8 січня 1941 року.

### У складі британського флоту
29 вересня 1940 року корабель вийшов з британським екіпажем та новим ім'ям «Сент-Олбанс» (I15) до берегів Британських островів. 9 жовтня прибув до Белфаста. Разом з однотипними «Сент-Меріс», «Бат» і «Чарлстон» включений до 1-ї флотилії тральщиків, як кораблі ескорту. Діяв поблизу західного узбережжя Шотландії, забезпечуючи постановку мінних загороджень, зокрема і в Данській протоці.
14 квітня 1941 року переданий норвезькому флоту.

### У складі норвезького флоту
Норвезький «Сент-Олбанс» не відразу приступив до виконання бойових завдань. Це сталося через корабельну аварію — есмінець зіткнувся з військовим траулером «Алберік», у результаті чого траулер затонув, а «Сент-Олбанс» зазнав серйозних пошкоджень. 12 червня, після завершення ремонту, есмінець брав участь у порятунку вцілілих з пароплава «Емпайр Д'ю», торпедованого U-48.
3 серпня 1941 року при супроводженні конвою SL 81 зі Сьєрра-Леоне до Британії, разом з есмінцем «Вондерер», корветом «Гортензія» затопили німецький U-401.

#### 1942
29 квітня 1942 року «Сент-Олбанс» вийшов у супровід конвою PQ 15, що йшов до Росії під командуванням адмірала Д.Тові.
2 травня 1942 року під час ескорту конвою PQ 15 есмінець «Сент-Олбанс» разом з тральщиком «Сігал» помилково атакували польський підводний човен «Яструб», що відхилився на 100 миль від заданого району дії та був хибно прийнятий за німецьку субмарину. В результаті атаки загинуло 5 осіб, ще 6 людей дістали поранень.
У червні супроводжував від Британських островів до мису Доброї Надії лайнер «Квін Елизабет» з військами на борту, що прямували на Близький Схід.

#### 1943—1944
Протягом 1943 та 1944 року продовжував виконувати завдання, переважно у Північній Атлантиці, в Норвезькому морі, у водах Арктики.

### У складі радянського флоту
16 липня 1944 року переданий до складу Північного флоту ВМФ СРСР, де отримав назву «Достойний». 28 лютого 1949 року повернутий до Великої Британії, де у квітні 1949 розібраний на брухт у Чарлстоні у Файфі.